# USS Curtis Wilbur (DDG-54)
USS Curtis Wilbur (DDG-54) — четвёртый эсминец УРО типа «Арли Бёрк». Построен на верфи Bath Iron Works, принят в состав флота 19 марта 1994 г. в Лонг-Бич, Калифорния. Основным докладчиком на церемонии принятия корабля в состав ВМС США был министр ВМС США Джон Х. Далтон.
Приписан к морской станции Йокосука (Япония).
Эсминец «Кёртис Уилбер» назван в честь Кёртиса Д. Уилбера, 43-го министра ВМС, управлявшего флотом при президенте Калвине Кулидже

## Боевая служба
30 января 2016 г. ракетный эсминец ВМФ США «Кертис Уилбур» появился в районе искусственного острова Тритон, который создает китайская сторона в составе необитаемого архипелага в Южно-Китайском море — Парасельских островов. В этой вязи, МИД и Минобороны Китая выступили вечером 30 января с официальным заявлением, в котором говорится, что  «Американский военный корабль нарушил китайские законы, находясь в территориальных водах Китая без предварительного разрешения». Минобороны КНР, назвало появление эсминца «намеренно провокационными действиями, безответственными и крайне опасными». 
В свою очередь, американские военные утверждают, что корабль проследовал за пределами 12-мильной прибрежной зоны, то есть в международных водах. «Эта операция вызвана попытками Китая, Тайваня и Вьетнама ограничить свободу навигации в этом районе», — заявил представитель Пентагона Джефф Дэвис.